# Metal Marines
Metal Marines ist ein Echtzeit-Strategiespiel, das von Namco für das Super Nintendo Entertainment System entwickelt wurde. 1994 wurde es von Mindscape auf Windows 3.x portiert. In Japan wurde es unter dem Titel Militia veröffentlicht. Die Konsolenversion wurde 2007 für die Wii und 2015 für die Wii U auf der Virtual Console erneut veröffentlicht.

## Handlung
Nach einem Atomkrieg sind große Löcher in die Kontinente gesprengt worden. Der Krieg zwischen den Fraktionen geht jedoch weiter, wurde aber vollautomatisiert, da menschliche Soldaten ein knappes Gut geworden sind.

## Spielprinzip
Vor der Schlacht platzieren Spieler und Gegenspieler jeweils drei Hauptquartiere auf einer Landkarte in isometrischer Perspektive. Ziel ist es, die Kommandozentralen des Gegners zu zerstören. Zur Verteidigung können Raketenstellungen, Minenfelder und Bunker mit Maschinengewehren errichtet werden. Offensiv kann mit Raketenabschussrampen und den namensgebenden Metal Marines vorgegangen werden, die auch die Karten aufklären können. Alle Aktionen verbrauchen neben Geld auch Energie, die durch Bau von Fabriken und Kraftwerken schneller regeneriert werden kann.

## Rezeption
Auch wenn der Super Nintendo eigentlich nicht die ideale Plattform für Strategiespiele sei, könne Metal Marines durch anspruchsvolle Präsentation und einfache Regeln mit strategischem Tiefgang punkten. Es sei leicht überschaubar, trotzdem komplex und spannend. Der Schwierigkeitsgrad steige in den letzten Levels sehr stark an. Es handele sich um eine spannende Mischung aus Schiffe versenken und SimCity mit guter Grafik und dramatischer Musik.
Unter Windows laufe das Spiel ruckelig und nicht fehlerfrei. Die Fenstersteuerung unter Windows sei umständlich und träge, was im Echtzeitgefecht sehr hinderlich sei. Bei dem Raketenflug von einem Fenster ins nächste gehe jede Übersicht verloren. Zudem sei die Präsentation gegenüber dem Original auf der Konsole rückschrittig. Metal Marines beschränke sich auf das Wesentliche, wobei noch genügend Freiraum für Strategien möglich sei. Die 20 Szenarien sorgen für etwas zu wenig Spielzeit im Solomodus, zumal kein Leveleditor mitgeliefert werde. Die Rahmenhandlung sei karg und ein Speichern sei ebenfalls nicht möglich. Im Mehrspielermodus funktioniere es besser.